# شهرستان چینگیون
شهرستان چینگیون (به لاتین: Qingyun County) یک شهرستان‌های جمهوری خلق چین در چین است که در دژو (شاندونگ) واقع شده‌است.